# Gyrinus natator

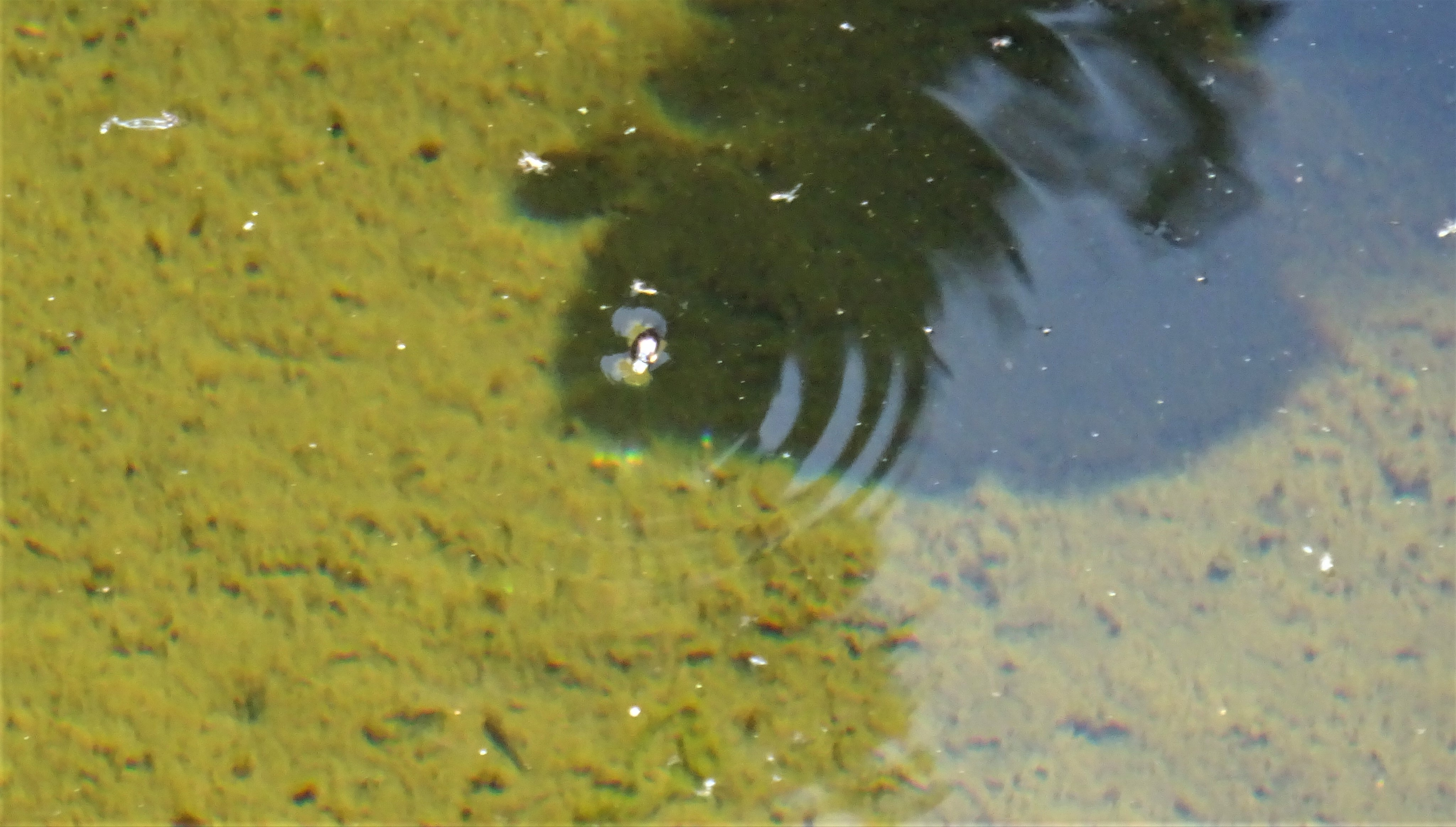
Ein Käfer schwimmt an der Wasseroberfläche umher

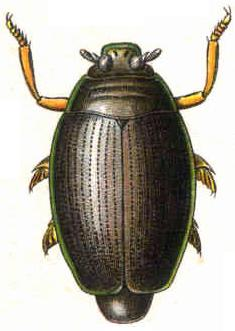
Zeichnung eines Exemplars

Gyrinus natator ist eine Art der Taumelkäfer und paläarktisch verbreitet.

## Merkmale
Die Körperlänge beträgt 4,5–7 mm, die Körperbreite etwa 3,5–5 mm. Die hydrophobe (wasserabweisende) Oberfläche ist glänzend schwarz gefärbt, manchmal mit einem bläulichen Schimmer. Die Unterseite ist ebenfalls schwarz gefärbt, kann aber hellere Stellen aufweisen. Der Körper ist flach, seine höchste Stelle liegt hinter der Körpermitte. Er taucht nur zur Hälfte unter Wasser. Deshalb sind die Augen in einen oberen und einen unteren Abschnitt geteilt, damit die Taumelkäfer gleichzeitig über und unter Wasser sehen können. Die Trennwand liegt genau auf der Höhe des Wasserspiegels. Den Vortrieb beim Schwimmen erzeugen die zu kräftigen Rudern verkürzten Mittel- und Hinterbeine. Nur das vordere Beinpaar ist normal ausgebildet. Die Beine sind gelblich bis rötlich gefärbt. Die Fühler sind kurz und dick. Die Art ähnelt sehr Gyrinus substriatus. Weitere ähnliche Arten sind Gyrinus suffriani, Gyrinus dejeani, Gyrinus caspius und Gyrinus paykulli.

## Verbreitung und Lebensraum
Die Art bewohnt weite Teile Europas, vor allem Mittel- und Nordeuropa und kommt östlich bis nach Zentralasien vor, beispielsweise bis nach Sibirien oder in die Mongolei. In Europa fehlt sie vor allem in südlichen Gebieten wie der Iberischen Halbinsel, der Apenninhalbinsel oder der Balkanhalbinsel. In Nordeuropa dringt die Art dafür bis nach Schottland oder die zentralen bis nördlichen Teile Fennoskandinaviens vor. Auf Island fehlt die Art.
Als Lebensraum dienen stehende und langsam fließende Gewässer, vor allem Teiche und Tümpel, aber auch Sümpfe und Moore. Die Art wird oft als die häufigste der 14 in Mitteleuropa verbreiteten Arten der Gattung beschrieben und es heißt, sie sei an nicht verschmutzten Gewässern häufig zu finden (Reichholf-Riehm & Kühbandner 1984, Zahradník 2002), andere Quellen berichten davon die Art sei selten bis sehr selten (Zahradník 2002,). Da die Art die am häufigsten beschriebene in Fachbüchern ist und zudem schwer zu bestimmen, liegen vermutlich zahlreiche Fehlmeldungen vor, besonders aus Südeuropa. In älterer Literatur heißt es beispielsweise manchmal, die Art würde südlich bis nach Nordafrika vorkommen.

## Lebensweise
Die Art ist oft in Gruppen zu finden, die an der Wasseroberfläche auffällig in Kreisen, Schlangenlinien und Wirbeln umherschwimmen. Als Nahrung dienen lebende und tote kleine Tiere, die auf die Wasseroberfläche geweht werden, kleine Wasserinsekten, die sie beim Schlüpfen überraschen oder an der Wasseroberfläche lebende Tiere wie Mückenlarven oder Wasserflöhe. Die Beute wird von den Käfern mit den Vorderbeinen gepackt und mit den kräftigen Kiefern verzehrt. Bei Gefahr tauchen die Käfer blitzschnell unter und verweilen eine gewisse Zeit versteckt. Sie können auch sehr gut fliegen und besiedeln rasch neue Gewässer. Die Käfer überwintern am Ufer oder im Wasser, wobei sie sich an Objekten unter Wasser festklammern. Bei der Paarung halten sich die Männchen mit ihrem zangenartig ausgebildeten ersten Beinpaar am Körper der Weibchen fest. Nach der Paarung heften die Weibchen ihre Eier in Schnüren am Gewässergrund an abgestorbene Pflanzen. Die langen, dünnen Larven tragen zahlreiche behaarte Tracheenkiemen. Zur Verpuppung kommen sie ans Ufer und bauen sich einen Kokon an Pflanzen. Nach dem Schlupf kehren die adulten Käfer zurück ins Wasser.

## Taxonomie
Die Art wurde 1758 von Carl von Linné als Dytiscus natator erstbeschrieben. Es existiert eine Unterart, nämlich Gyrinus natator szechunensis Ochs.